# Kneajîci, Kiev-Sveatoșîn
Kneajîci (în ucraineană Княжичі) este localitatea de reședință a comunei Kneajîci din raionul Kiev-Sveatoșîn, regiunea Kiev, Ucraina.

## Demografie
Componența lingvistică a localității Kneajîci
     Ucraineană (95,84%)
     Rusă (3,2%)
     Alte limbi (0,21%)
Conform recensământului din 2001, majoritatea populației localității Kneajîci era vorbitoare de ucraineană (95,84%), existând în minoritate și vorbitori de rusă (3,2%).